# Липове (Кам'янський район)
Ли́пове — село в Україні, у Кам'янському районі Дніпропетровської області.
Входить до складу Лихівської селищної громади. Населення — 188 мешканців.

## Географія
Село Липове знаходиться за 1,5 км від села Катеринівка. У селі бере початок Балка Терновата.

## Історія
У 1811 році згідно з матеріалами «Планы дач Генерального и Специального межеваний» територія сучасного села належали до дачі № 87.
«Липовая пустошь, принадлежащая местечку Мишурину Рогу для казенных поселений 520 десятин удобной земли».
1860 рік вважається датою створення хутору Липове, що відносився до Мишуринорізької волості Верхньодніпровського повіту Катеринославської губернії.
У 1908 році на території хутору налічувався 31 двір, проживало 125 чоловіків і 115 жінок, а в мешканців у фактичному користуванні було 363 десятини землі. Мешканці відносилися до колишніх державних селян.
У 1914 році на території хутору налічувався 53 двори, проживало 294 мешканці (147 чоловіків і 147 жінок).
У 1925 році на території уже села діяло 69 господарств, працювало 3 вітряних млини, 1 кузня, 1 школа. Населення села складало 355 мешканців (170 чоловіків і 185 жінок).
В селі була організована сільськогосподарська артіль (колгосп) «Зоря».
В 1947 році до складу Липівської сільської ради Лихівського району входили села: Липове, Катеринівка і Хрисанівка (село Хрисанівка розформовано в 1967—1971 рр. у зв'язку з переселенням мешканців до села Липове). Липівську сільську раду ліквідували наприкінці 50-х років, і надалі село увійшло до складу новоствореної Біленщинської сільської ради П'ятихатського району.
У братській могилі поховано 36 воїнів, які загинули під час оборони села у серпні 1941 року та його звільненні у жовтні 1943 року. Пам'ятник встановлено в 1952 році за адресою: П'ятихатський район, Біленщинська сільська рада, с. Липове, вул. Сонячна, 24, біля собору.

## Населення
| Роки                        | Роки                        | Роки                        | Роки                        | Роки                        | Роки                        | Роки                        |
| 2009                        | 2010                        | 2011                        | 2012                        | 2013                        | 2014                        | 2015                        |
| Кількість домогосподарств   | Кількість домогосподарств   | Кількість домогосподарств   | Кількість домогосподарств   | Кількість домогосподарств   | Кількість домогосподарств   | Кількість домогосподарств   |
| 69                          | 69                          | 72                          | 71                          | 65                          | 64                          | 68                          |
| Кількість населення (чол.)  | Кількість населення (чол.)  | Кількість населення (чол.)  | Кількість населення (чол.)  | Кількість населення (чол.)  | Кількість населення (чол.)  | Кількість населення (чол.)  |
| 166                         | 174                         | 181                         | 176                         | 167                         | 170                         | 166                         |
| Кількість народжених (чол.) | Кількість народжених (чол.) | Кількість народжених (чол.) | Кількість народжених (чол.) | Кількість народжених (чол.) | Кількість народжених (чол.) | Кількість народжених (чол.) |
| 2                           | 3                           | 4                           | 1                           | 4                           | 1                           | –                           |
| Кількість померлих (чол.)   | Кількість померлих (чол.)   | Кількість померлих (чол.)   | Кількість померлих (чол.)   | Кількість померлих (чол.)   | Кількість померлих (чол.)   | Кількість померлих (чол.)   |
| 1                           | 2                           | –                           | 1                           | 8                           | –                           | 1                           |
| --------------------------- | --------------------------- | --------------------------- | --------------------------- | --------------------------- | --------------------------- | --------------------------- |

| Кількість населення станом на 01.01.2016р чол                                                       | 166 |
| Кількість виборців (чол.)                                                                           | 131 |
| Працездатне населення                                                                               | 99  |
| Кількість працюючих на підприємствах, установах, організаціях усіх форм власності та господарювання | 33  |
| Громадян пенсійного віку                                                                            | 43  |
| Дітей дошкільного віку                                                                              | 12  |
| Дітей шкільного віку                                                                                | 12  |
| --------------------------------------------------------------------------------------------------- | --- |

### Мова
Розподіл населення за рідною мовою за даними перепису 2001 року:
| Мова            | Відсоток |
| --------------- | -------- |
| українська      | 99,5 %   |
| інші/не вказали | 0,5 %    |

## Сучасність
Село газифіковане, є вуличне освітлення.
У селі діє собор, який майже повністю за власні кошти збудував місцевий підприємець, афганець Шегда Іван Йосипович.
Собор, який включає в себе верхній храм — Іоанна Богослова — освячений 21 травня 2013 р. та нижній храм — Дванадцяти апостолів — освячений 13 липня 2015 р.
На території собору встановлено пам'ятник Великому Рівноапостольному князю Володимиру — Хрестителю Київської Русі.
Собор віднесено до зеленої туристичної карти П'ятихатського району.
На території села діє релігійна організація СВЯТОГО АПОСТОЛА ІОАННА БОГОСЛОВА парафії криворізької єпархії української православної церкви.

## Інтернет-посилання
- Погода в селі Липове [Архівовано 7 червня 2016 у Wayback Machine.]